# 로렌츠 암호기계

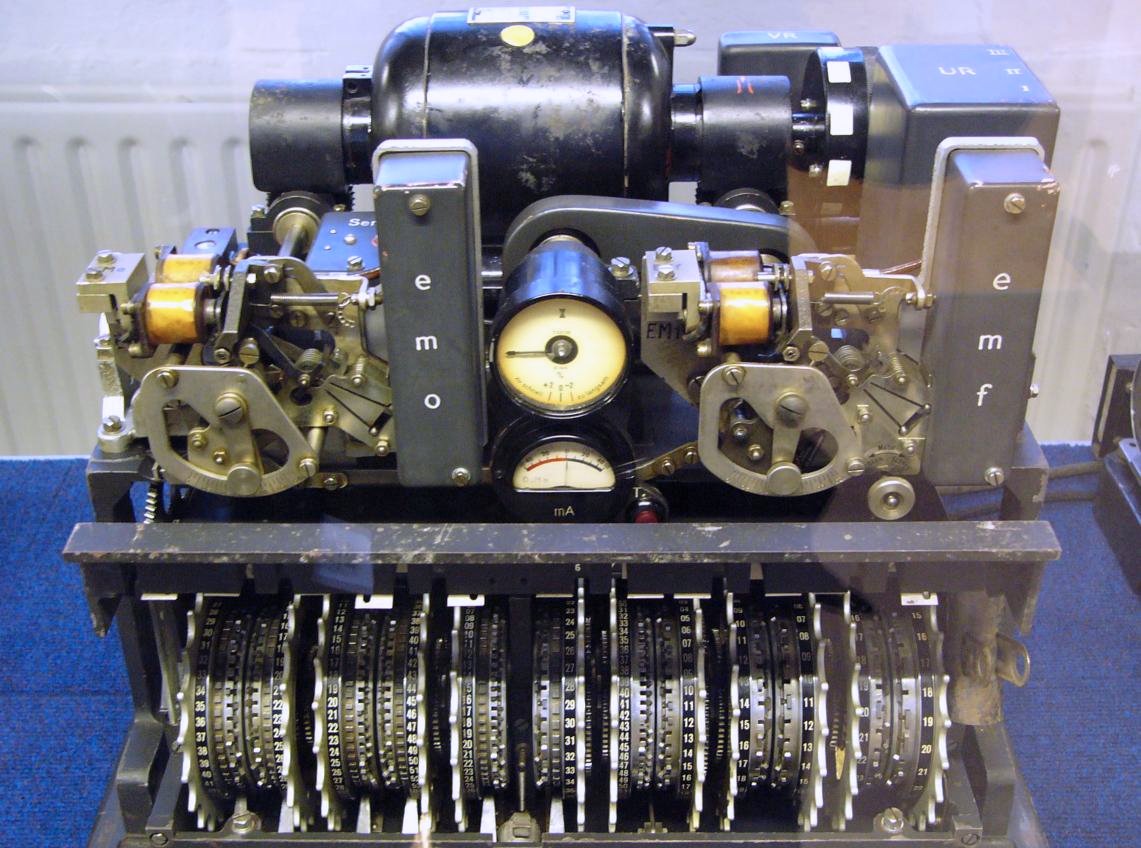
덮개가 제거된 로렌츠 암호기계

로렌츠(Lorenz) SZ40, SZ42a, SZ42b는 제2차 세계 대전 중 독일 육군이 사용한 회전자 스트림 암호 기계이다. 베를린의 C. 로렌츠 주식회사에서 개발하였으며, 모델명의 "SZ"는 암호 부착물(독일어: Schlüssel-Zusatz)에서 유래하였다. 일반적인 전신타자기에 부착하여 사용하였다.
SZ40은 1941년 6월부터 시범 사용되었으며, SZ42가 1942년 중반부터 뷘스도르프의 국방군최고사령부와 육군 사령부들 간의 통신에 사용되었다. SZ42a가 1943년 2월, SZ42b는 1944년 6월부터 통용되었다.
로렌츠 암호기계의 통신에는 유선전신 대신 라디오 무선전신이 사용되었다. 이러한 신호는 영국의 신호 수집 시설에서 수신되어 블레츨리 파크의 정보통신본부로 전달되었다. 초기 암호는 수기를 통해 해독되었으나 점차 히스 로빈슨 기계와 콜로서스를 통해 일부 자동화되었다.

## 같이 보기
- 에니그마 기계